# Mala Soltaniwka
Mala Soltaniwka (ukrainisch Мала Солтанівка; russisch Малая Солтановка Malaja Soltanowka) ist ein Dorf in der ukrainischen Oblast Kiew mit etwa 1300 Einwohnern (2001).

## Geographie
Die Ortschaft liegt auf einer Höhe von 193 m am Ufer der Stuhna (Стугна), eines 70 Kilometer langen, rechten Nebenflusses des Dneprs. Das Dorf liegt östlich der Siedlung städtischen Typs Borowa, 12 Kilometer westlich vom ehemaligen Rajonzentrum Wassylkiw und 44 Kilometer südwestlich des Oblastzentrums Kiew.
Fünf Kilometer östlich vom Dorf verläuft die Fernstraße M 05/Europastraße 95.

## Geschichte

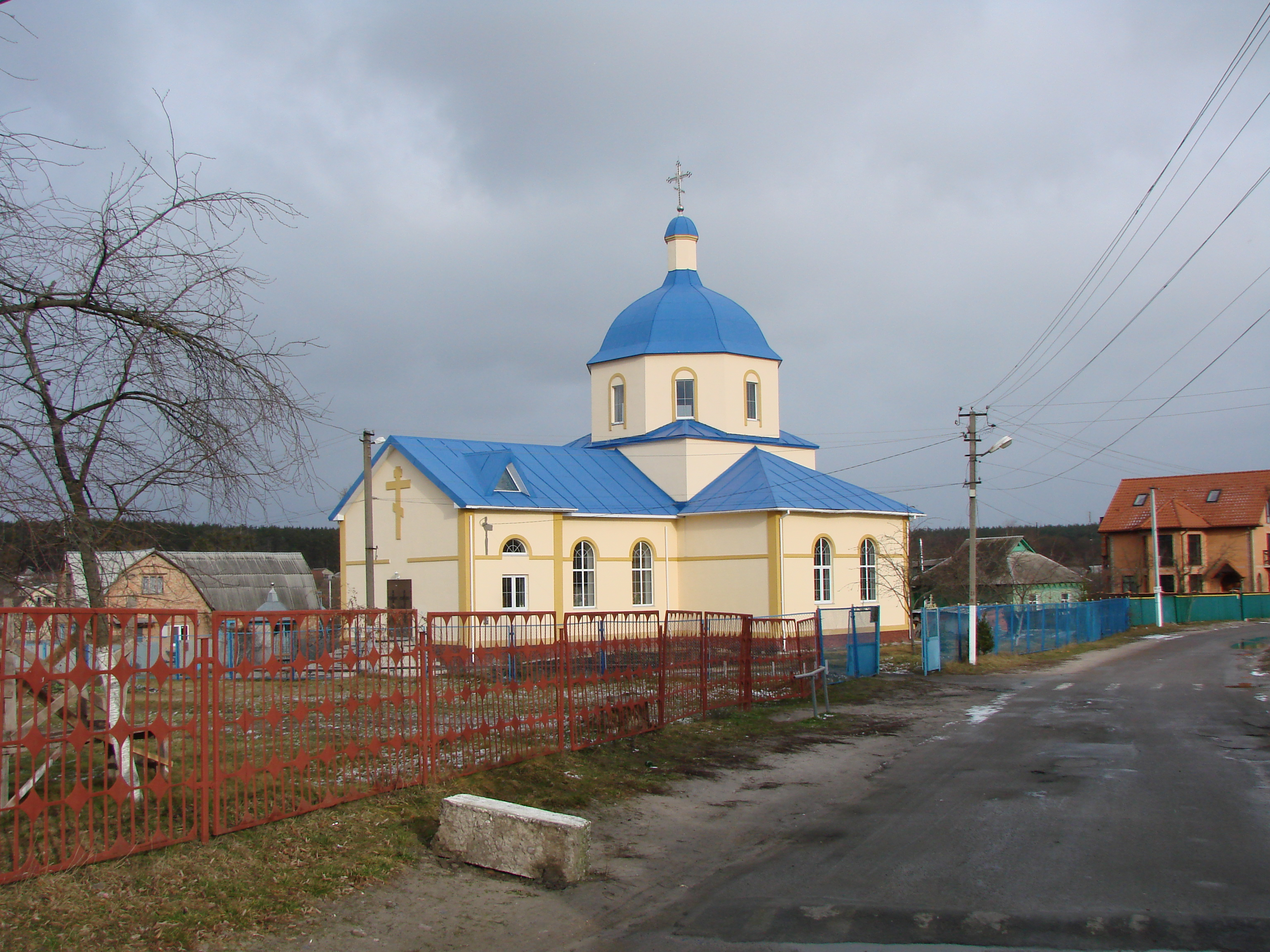
St.-Nikolaus-Kirche im Dorf

Das 1581 erstmals schriftlich erwähnte Dorf wurde am 12. Juni 2020 ein Teil der neugegründeten Siedlungsgemeinde Kalyniwka, bis dahin bildete es zusammen mit dem Dorf Skrypky (Скрипки) die gleichnamige Landratsgemeinde Mala Soltaniwka (Малосолтанівська сільська рада/Malosoltaniwska silska rada) im Westen des Rajons Wassylkiw.
Am 17. Juli 2020 kam es im Zuge einer großen Rajonsreform zum Anschluss des Rajonsgebietes an den Rajon Fastiw.